# جاك رايموند (مغني)
جاك رايموند هو مغني بلجيكي، ولد في 13 أكتوبر 1938 في Temse ‏ في بلجيكا.

## وصلات خارجية
- جاك ريمون على موقع IMDb (الإنجليزية)
- جاك ريمون على موقع ميوزك برينز (الإنجليزية)
- جاك ريمون على موقع ديسكوغز (الإنجليزية)
- جاك ريمون على موقع ديسكوغز (الإنجليزية)